# The Vaudevillains
The Vaudevillains fue un equipo de lucha libre profesional conformado por Aiden English y Simon Gotch, que trabajaron para la WWE. Entre sus logros se destaca un reinado como Campeones en Parejas de la NXT.

## Historia

### WWE (2014-2017)

#### NXT Wrestling (2014-2015)
En junio de 2014, Aiden English formó un equipo con Simon Gotch, conocido como The Vaudevillains. Hicieron su debut en el ring como equipos el 19 de junio al derrotar a Angelo Dawkins y Travis Tyler. En agosto, los Vaudevillains participaron en un torneo para determinar el número uno de los contendientes al Campeonato en Parejas de la NXT, antes de perder con The Lucha Dragons (Sin Cara y Kalisto) en la final. El 30 de octubre en NXT, los Vaudevillains ganaron una Battle Royal para convertirse en los contendientes al Campeonato en Parejas de la NXT. Recibieron su combate por el título en NXT TakeOver: R Evolution. en contra de The Lucha Dragons, pero no tuvieron éxito. Después de una breve pausa, el Vaudevillains retorno el 3 de junio de 2015 en NXT, derrotando a Jason Jordan y Marcus Louis.
El 8 de julio en "NXT", The Vaudevillains derrotaron a Enzo Amore y Colin Cassady para convertirse en los contendientes al Campeonato en Parejas de la NXT. El 15 de julio, Blake y Murphy vencieron a los Vaudevillains para retener su campeonato luego de una interferencia de Alexa Bliss. Luego, Alexa Bliss los insultó cambiando en el proceso a face. El Gerente General William Regal, anunció que habría una revancha en una fecha posterior. El 22 de agosto en NXT TakeOver: Brooklyn, los Vaudevillains derrotaron a Blake y Murphy y ganaron los Campeonatos en Parejas de la NXT por primera vez. Los Vaudevillains fueron eliminados en la segunda ronda del Dusty Rhodes Tag Team Classic por Dash y Dawson. Su reinado llegó a su fin tras 61 días de reinado, luego de una lesión de rodilla de Aiden.

#### WWE (2016-2017)
El 7 de abril de 2016 en SmackDown, The Vaudevillians debutaron en el plantel principal de la WWE derrotando a The Lucha Dragons. Fueron incluidos en un torneo para definir a los contendientes al Campeonato en Parejas de la WWE y el 14 de abril en Smackdown, derrotaron a Goldango (Goldust & Fandango) avanzando a las semifinales. El 18 de abril en Raw, derrotaron a The Usos avanzando a la final para enfrentar a Enzo & Cass en el evento Payback. En el evento, la lucha entre The Vaudevillains contra Enzo & Cass terminó sin resultado debido a que Amore tuvo un accidente durante la lucha. Al día siguiente en Raw, se confirmó que The Vaudevillains se enfrentarían a The New Day en Extreme Rules por los Campeonatos en Parejas. En el evento, no lograron hacerse con la victoria perdiendo ante los campeones. en abril de 2017, el equipo se disuelve, debido a la renuncia de Simon Gotch de la empresa.

## En lucha
- Movimientos finales en equipo
  - Whirling Dervish (Uppercut a la cabeza de un oponente (Gotch) seguido de un swinging neckbreaker) (English)
  - The Gentleman's Congress (Rolling fireman's carry slam (Gotch) seguido de un That's a Wrap) (English)
- Movimientos finales individuales
  - Aiden English
    - That's a Wrap (High-angle middle rope senton bomb)
    - Director's Cut (Cobra clutch slam)[1]

  - Simon Gotch
    - Gentleman's Clutch (Bridging cobra clutch underhook suplex)[2]

## Campeonatos y logros
- WWE
  - NXT Tag Team Championship (1 vez)